# 夜曲
夜曲（Nocturne）曲式由約翰·菲爾德確立，為一种形式自由之三段体器樂短曲，一般中段较激昂，常有沉思、忧郁等特點。格调高雅，富浪漫色彩，旋律歌唱性强，亦稱為交響詩，乃富于詩情之短交響樂。低音部和弦伴奏配上高音部襯出夜之寂，奏出夢般優雅旋律，故稱夜曲。
肖邦寫過21首优秀夜曲，德布西之交響詩亦為夜曲形式。
貝多芬月光奏鸣曲可被認爲一種夜曲，但其本人持異議，加上月光这标题不是他原意标上去的。
但需注意區別交響詩與夜曲：交響詩為一種單樂章交響樂；而夜曲之器樂形式可為交響樂，鋼琴，或其他樂器。

## 参見
- 音樂形式
  - 小夜曲
  - 三段体